# Station Oława
Station Oława is een spoorwegstation in de Poolse plaats Oława.